# Andersonoplatus andersoni
Andersonoplatus andersoni es una especie de escarabajo del género Andersonoplatus, familia Chrysomelidae. Fue descrita científicamente por Linzmeier & Konstantinov en 2018.
Habita en Panamá.

## Descripción
La longitud del cuerpo es de 2,43–3,02 mm y ancho 1,24–1,72 mm, pronoto y élitros con poco pelaje. A. andersoni es de color marrón pálido a oscuro.